# Simão Atumano
Simão Atumano (Simão Otomano), foi tradutor, teólogo católico, jurista, erudito, Bispo de Gerace, na Calábria e Arcebispo de Tebas, na Grécia.  Em 23 de Junho de 1348 foi nomeado Bispo de Gerace, cargo que ocupou até 17 de Abril de 1366, quando sucedeu a Paulus, como Arcebispo de Tebas, durante o domínio catalão.  Natural de Constantinopla, Atumano era de origem greco-turca, e seu sobrenome era derivado da palavra Otomano.  Foi célebre humanista e influente erudito grego do Renascimento Italiano.

## Carreira política e eclesiástica
Em 17 de Abril de 1366, o papa Urbano VI transfere Atumano para a sede de Tebas como recompensa pela sua total integridade.  Atumano não se  entendeu bem com a companhia catalã que dominava Tebas como parte do Ducado de Atenas daquela época.  Ele foi descrito como um catalão de temperamento frio e indiferente.  Embora os catalões apoiassem o papado de Avignon durante o Cisma do Ocidente, Atumano permanece fiel a Roma.
Em 1379, Atumano assistiu a tomada de Tebas pela Companhia de Navarro sob o comando de Juan de Urtubia († 1381).  Os detalhes do apoio que deu aos espanhóis não são conhecidos, apenas que exerceu um cargo ruim.  Entretanto, Atumano não conseguindo fazer a amizade dos navarros, foge para a Itália por volta de 1380-1381, onde se estabeleceu em Roma no inverno daquele ano.  Ele perdeu 1500 florins da receita de Tebas e daí em diante viveu na mais aceitável pobreza aos olhos de Deus, embora Pedro IV de Aragão (1319-1387) tivesse assumido que Atumano receberia uma dignidade maior do papa romano.  Da Itália ele escreveu para Demetrius Cidonius sobre as suas preocupações com o seu rebanho e a respeito da blasfêmia e falta de respeito por causa da lei dos espanhóis de Navarra.

## Traduções
Atumano fez algumas traduções do hebraico enquanto esteve em Tebas.  Em meados até o final de 1370, ele iniciou a composição de uma Bíblia Trilíngue, isto é, uma bíblia em Latim-Grego-Hebraico, escrita um século antes antes da Bíblia Poliglota Complutense.  Se o interesse de Atumano pelo hebraico foi despertado ou não devido à grande presença judaica em Tebas não se sabe, uma vez que parece provável que a população judaica tinha diminuído significativamente no final do século XIV.  A Bíblia Trilíngue, dedicada a Urbano VI, nunca foi terminada, no entanto, ele publicou uma tradução completa do Novo Testamento em hebraico e uma em grego do Velho Testamento.
Em 1373, Atumano traduziu a obra De remediis irae (O remédio para a ira) de Plutarco para o latim e o grego.  Entre 1381-1382 ele deu aulas de grego para Raul de Rivo (1350-1403).

## Temperamento
Atumano foi elogiado pelo seu contemporâneo, Federico III da Sicília (1272-1337), pelo seu temperamento bondoso e louvável, e pelo seu biógrafo do século XX como um erudito incomum.  Coluccio Salutati, famoso humanista florentino, o elogiou a Petrarca, como veneralíssimo (vir multe venerationis).  Ele recebeu o título de cidadão da República de Veneza.  Mesmo o antipapa Clemente VII (1342-11394) se referia a ele com boas lembranças.
Todavia, alguns historiadores mais recentes, especialmente o catalão Antoni Rubió i Lluch (1856-1937), o rotularam de safardana mentiroso com base em quatro documentos dos arquivos da coroa de Aragão em Barcelona datados entre 1381 e 1382.  Em uma dessas cartas, Pedro IV de Aragão solicita ao papa Urbano VI para transferí-lo de Tebas e substituí-lo por John Boyl, Bispo titular de Megara, exilado de sua sé desde a ocupação florentina de 1374.  De acordo com essa carta, Atumano fugiu da Itália quando ainda era monge grego por conta de seus negastos pecados dos quais, segundo Pedro, ele deveria ser queimado vivo.  Na Itália ele conseguiu se mostrar como homem de honra, e com isso conquistou a arquidiocese do Papa Gregório XI.  No entanto, a carta é provavelmente uma mera calúnia, uma vez que a única fonte verificável não condiz com a verdade: Gregório não era papa quando Atumano recebeu o arcebispado.